# Yasser Méndez
Wikidat() es un agente de béisbol certificado por la Major League Baseball Players Association (MLBPA).

## Educación
Abogado egresado de la Universidad Santa María. 
Máster en Derecho económico en la Universidad de Castilla - La Mancha en España. 
Agente deportivo certificado por la Major League Baseball Players Association (MLBPA).

## Trayectoria
Inició su carrera como agente de béisbol en el año 2010. Actualmente trabaja en la agencia deportiva “Rep1 Baseball”, que representa a jugadores de béisbol como Freddy Peralta, Ariel Hernández, Francisco Morales, Rafael Marchán, Simón Muzziotti, Edwin Encarnación, Eloy Jiménez, Luis Severino, José Ureña, Marcos Diplan, Rafael Devers, Dee Gordon, entre otros.  
Posee una Academia profesional de béisbol llamada 4pro, dedicada a formar nuevos talentos en las ciudades de Valencia, Venezuela; Villa Mella, República Dominicana y Cartagena, Colombia. A través de diversos procesos de selección, la academia firma a jóvenes peloteros de los tres países, quienes posteriormente son conectados con equipos de las grandes ligas del béisbol para proyectar su carrera.
Es coautor del libro “Construyendo un grandeliga”, que trata sobre el proceso de formación de aquellos jugadores de béisbol que aspiran a incursionar en el béisbol profesional.

## Actividades benéficas
A través de la Academia profesional de béisbol 4pro, ha impulsado distintas iniciativas sociales como la donación de guantes de béisbol a niños de escasos recursos en Caracas. Esta campaña, llamada "Buenas manos" benefició a infantes de Petare.